# Alaksandr Akulicz (polityk)
Alaksandr Fiodarawicz Akulicz (biał. Аляксандр Фёдаравіч Акуліч, ros. Александр Фёдорович Акулич, Aleksandr Fiodorowicz Akulicz; ur. 21 czerwca 1948 w Zwieniatach) – białoruski kołchoźnik i polityk, w latach 1997–2000 członek Rady Republiki Zgromadzenia Narodowego Republiki Białorusi I kadencji.

## Życiorys
Urodził się 21 czerwca 1948 roku we wsi Zwieniaty, w rejonie borysowskim obwodu mińskiego Białoruskiej SRR, ZSRR. W 1971 roku ukończył Białoruski Instytut Mechanizacji Gospodarstwa Wiejskiego, uzyskując wykształcenie inżyniera mechanika. W latach 1971–1989 pracował jako główny inżynier i zastępca dyrektora sowchozu „Wieletycze”, a także jako przewodniczący kołchozu im. Czkałowa. W 1989 roku został dyrektorem sowchozu-kombinatu „Borysowski” w rejonie borysowskim. Był deputowanym do wiejskiej (sielsowietu) i rejonowej rady deputowanych. 13 stycznia 1997 roku został członkiem nowo utworzonej Rady Republiki Zgromadzenia Narodowego Republiki Białorusi I kadencji. Od 22 stycznia pełnił w niej funkcję członka Stałej Komisji ds. Polityki Regionalnej. Jego kadencja w Radzie Republiki zakończyła się 19 grudnia 2000 roku.

## Odznaczenia
- Gramota Pochwalna Zgromadzenia Narodowego Republiki Białorusi (21 czerwca 1999) – za rzetelną pracę na rzecz doskonalenia prawodawstwa i parlamentaryzmu w Republice Białorusi oraz aktywną działalność deputacką[4].